# Elamici
Elamici – lud z południowo-zachodniego Iranu, o nieustalonym pochodzeniu. Język elamicki, podobnie jak sumeryjski trudno powiązać z jakąkolwiek grupą językową (czasami wskazuje się pokrewieństwo z językami drawidyjskimi).
Pod koniec IV tys. p.n.e. wytworzyły się, jak w sąsiedniej Mezopotamii, miasta-państwa, które z czasem zostały zjednoczone w jednolite państwo – Elam ze stolicą w Suzie. W wyniku braku ciągłości kronik, napisanych pismem klinowym przejętym od Sumerów trudno odtworzyć dzieje Elamu, przez co pozostaje wiele niejasności i białych plam. Elamici utrzymywali ożywione kontakty handlowe i kulturalne z ludami Mezopotamii. Często też w chwilach słabości państw Międzyrzecza dokonywali wypraw wojennych. Szczególnie dwie były przełomowe, ponieważ przyczyniły się do upadku sumeryjskiej III dynastii z Ur (ok. 2005 r. p.n.e.) oraz państwa średniobabilońskiego dynastii kasyckiej (ok. 1157 r. p.n.e.). Sumerowie, Babilończycy i Asyryjczycy nie pozostawali im dłużni. Byli stałym czynnikiem niepokojów rolniczej południowej Mezopotamii.
Niezależności Elamu położyli kres po wielu latach wojny Asyryjczycy, którzy pod wodzą króla Asurbanipala w roku 648 p.n.e. zniszczyli Suzę. Od tej pory stracili na znaczeniu i ok. roku 600 p.n.e. dostali się pod panowanie swoich wcześniejszych wasali – Persów.

## Przynależność etniczna
Klasyfikacja etniczna Elamitów przysparza wiele trudności. Na podstawie badań lingwistycznych nie udało się jednoznacznie ustalić ich pokrewieństwa z innymi ludami. Prawdopodobnie mieli wspólne cechy z północno-wschodnimi sąsiadami: Lullubejami znad jeziora Urmia lub z tak zwanymi ludami su z gór Zagros. Pierwsza teoria o pokrewieństwie z Lullubejami opiera się na analizie morfologicznej tworzenia liczby mnogiej w języku elamickim za pomocą sufiksu -b (np. w nazwie lullu-bi). Druga z kolei teoria o podobieństwie Elamitów do ludów su oparta jest na analizie dziejowej. Zwyczajowo uważa się, że su to plemię Subartu (subari), które przyczyniło się do upadku III dynastii z Ur ok. 2005 roku p.n.e. W tym okresie Subaru zamieszkiwali północ Asyrii. Prawdopodobnie to ten sam lud, którego nazwa su-bi (-sumbi-sunbi-) została poświadczona w źródłach pisanych z I tys. p.n.e. i którego tereny zamieszkania rozciągały się wzdłuż gór Zagros aż do Jeziora Urmia.